# Arāt Bon
Arāt Bon (persiska: اَراتَهبَن, ارات بن, كَمَند, Arātahban) är en ort i Iran.   Den ligger i provinsen Mazandaran, i den norra delen av landet, 140 km öster om huvudstaden Teheran. Arāt Bon ligger 1 170 meter över havet och antalet invånare är 253.
Terrängen runt Arāt Bon är bergig västerut, men österut är den kuperad. Runt Arāt Bon är det ganska glesbefolkat, med 34 invånare per kvadratkilometer. Närmaste större samhälle är Pol-e Sefīd, 13,5 km nordost om Arāt Bon. Trakten runt Arāt Bon består i huvudsak av gräsmarker.